# 鶴岡和修
鶴岡 和修（つるおか かずのぶ、旧名・和文、1890年（明治23年）8月 - 1968年（昭和43年）3月9日）は、日本の実業家、政治家。衆議院議員（東京府第6区選出、当選1回）。

## 経歴
東京府出身。鶴岡英文の長男。1916年7月、東京帝国大学文科大学支那文学科を卒業する。1923年、家督を相続する。授産業を営む。
亀戸町長、東京府会議員、亀戸町会議員に挙げられる。1928年、東京府より推されて、衆議院議員に当選。立憲民政党に所属。財団法人光塵授産場を設立し、理事長となる。罐詰製造工場、千葉食料社を経営する。

## 人物
東京帝国大学卒業後、社会事業に尽くし、授産所を経営し、失業者の相談相手となる。
鶴岡について、『日労研資料 第12巻第21号 450』によると「鶴岡和文はルイ・ナポレオンのような顎ひげをつけた文学士で、社会主義かぶれの噂があったが、なかなかの人気で親譲りの地盤を擁していた。先年東大の労働法の磯田進さんにお逢いした時、磯田さんは学生時代に鶴岡に世話になっていたと語られたが、その時代、新人会などにも関係して、東大の左傾学生の保護者を以て任じていた鶴岡と磯田さんの関係はさもありなんと首肯されることであった」という。
住所は東京市外亀戸町瓦町（現・東京都江東区亀戸）。

## 家族・親族
鶴岡家
- 父・英文[5]（亀戸町長）[2][8]
- 母・ふさ（1868年 - ?、祖父和七の長女）[5]
- 妻・すゑ（1889年 - ?、溝口庄吉の六女）[5]

親戚
- 姉の夫・鈴木英雄[5]（衆議院議員、小田原市長）